# Anna Wladimirowna Dybo

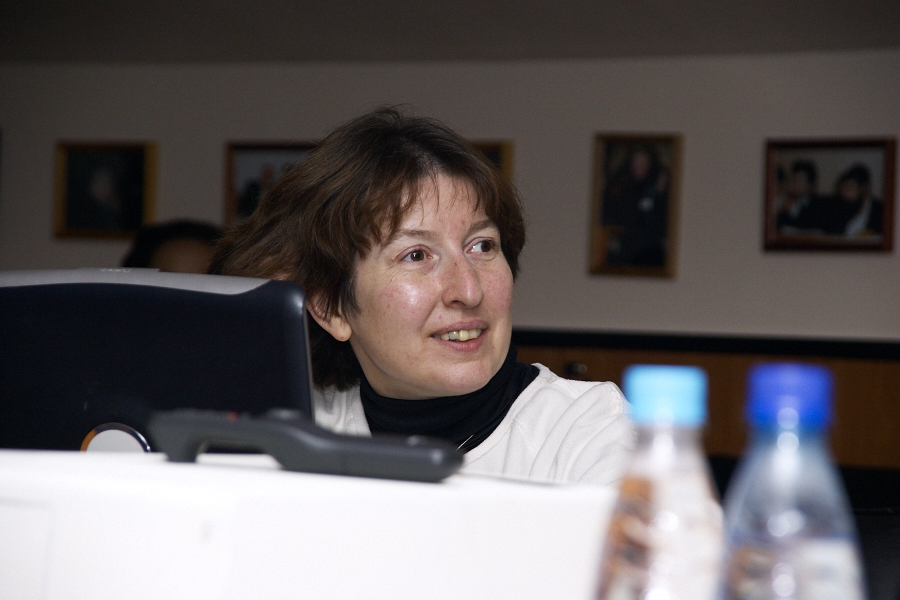
Anna Wladimirowna Dybo (W.-.M.-Illitsch-Switytsch-Gedenkkonferenz Moskau 2004)

Anna Wladimirowna Dybo (russisch Анна Владимировна Дыбо; * 4. Juni 1959 in Moskau) ist eine sowjetische bzw. russische Linguistin, Komparatistin und Hochschullehrerin.

## Leben
Dybo, Tochter der Linguisten Wladimir Dybo (1931–2013) und Walerija Tschurganowa (1931–1998), studierte nach dem Mittelschulabschluss 1975 in Mytischtschi an der Lomonossow-Universität Moskau (MGU) in der Abteilung für Theoretische und Angewandte Linguistik der Philologie-Fakultät insbesondere bei Andrei Salisnjak mit Abschluss 1981. Sie hatte 1976, 1977 und 1980 an den Sommerexpeditionen Alexander Kibriks zur Untersuchung der Sprachen Dagestans (Beschta-Sprache, Buduchische Sprache) teilgenommen sowie 1978 an der Expedition des Nostratisch-Seminars zur Untersuchung der Phonationssysteme der lakischen Dialekte. Das Thema ihrer Diplomarbeit waren die Deklinationsunterschiede in den Nowgoroder Dialekten des 13.–14. Jahrhunderts und die Probleme der Lokalisierung von Schriftdenkmälern.
Aufgrund ihrer ausgezeichneten Diplomarbeit wurde Dybo die Aspirantur am Moskauer Institut für Russische Sprache (IRJa, 1995 nach Wiktor Winogradow benannt) der Akademie der Wissenschaften der UdSSR (AN-SSSR, seit 1991 Russische Akademie der Wissenschaften (RAN)) angeboten. Dazu begann sie zur Sicherung ihres Lebensunterhalts als Laborantin am Moskauer Institut für Linguistik der AN-SSSR zu arbeiten. Sie absolvierte die Aspirantur als Fernaspirantin (Abschluss 1985).
Im Institut für Linguistik bearbeitete Dybo bei Lija Lewitskaja Probleme der Turksprachen-Komparatistik. Grigori Pjurbejew führte sie ins Altmongolische ein. Ein Schwerpunkt Dybos ist seit den 1980er Jahren die Turksprachen-Feldforschung (Tschuwaschisch, Chakassisch, Tuwinisch, Altaisch) neben der Erforschung der russischen Dialekte.
Dybos Verteidigung ihrer Kandidat-Dissertation über die semantische Rekonstruktion in der altaischen Etymologie 1992 war so erfolgreich, dass sie auf Veranlassung Edchjam Tenischews direkt zur Doktorin der philologischen Wissenschaften promoviert wurde. Sie leitet im Institut für Linguistik die Abteilung für Ural-Altaische Sprachen.
Dybo lehrt seit 1995 an der Moskauer Russischen Staatlichen Geisteswissenschaftlichen Universität (RGGU) und ist Professorin des Zentrums Komparatistik des Instituts für Ostkulturen der RGGU. 2008 wurde sie zum Korrespondierenden Mitglied der RAN gewählt. Seit 2014 ist sie Professorin des Lehrstuhls für Ethnologie der Geschichtswissenschaft-Fakultät der MGU. Schüler Dybos sind Kirill Babajew und Kirill Reschetnikow.
Im Februar 2022 unterschrieb Dybo einen offenen Brief russischer Wissenschaftler und Wissenschaftsjournalisten gegen den russischen Angriff auf die Ukraine und für den Rückzug der russischen Truppen aus der Ukraine.
In 1. Ehe war Dybo mit dem Linguisten Sergei Krylow (* 1958) verheiratet. Ihren ersten Sohn hatte sie während des Studiums 1979 bekommen. Es folgten zwei weitere Kinder.

## Werke (Auswahl)
- Die Namen des Zeigefingers in den turk- und den altaischen Sprachen. In: Turcologica 26. Laut- und Wortgeschichichte der Turksprachen. Wiesbaden 1995, S. 17–41.
- zusammen mit Sergei Starostin und Oleg Mudrak: An Etymological dictionary of the Altaic languages. Leiden 2003.